# Los viajeros (novela)
Los viajeros es una novela del escritor argentino Manuel Mujica Láinez. Fue publicada en 1955 por Editorial Sudamericana. La novela pertenece a la llamada por su biógrafo Jorge Cruz "Saga de la Sociedad Porteña", integrada por otras tres novelas: Los ídolos , de 1953; La casa. de 1954 e Invitados en El Paraíso, de 1957.
Como en los otros libros de esta saga, Los viajeros describe la decadencia de la alta burguesía argentina, a través de los personajes de dos hermanos que, al borde de la ruina, sueñan con regresar a Europa y, nuevamente, ir a los teatros y museos que visitaron.